# Divine Pembe Iyomi
Divine Pembe Iyomi, née le 13 janvier 2001, est une joueuse congolaise (RDC) de basket-ball.

## Carrière
Divine Pembe Iyomi fait partie de la sélection nationale participant aux Jeux de la Francophonie de 2023 à Kinshasa, où les Congolaises terminent à la cinquième place.
Elle remporte la médaille de bronze du tournoi féminin de basket-ball à trois aux Jeux africains de 2023 à Accra avec Noémie Thérèse Ayenga, Grace Mputu Basiki et Gémima Mabwa Manzanza.

## Palmarès
- Médaille de bronze en 3x3 aux Jeux africains de 2023